# Margarethe von Österreich (1536–1567)

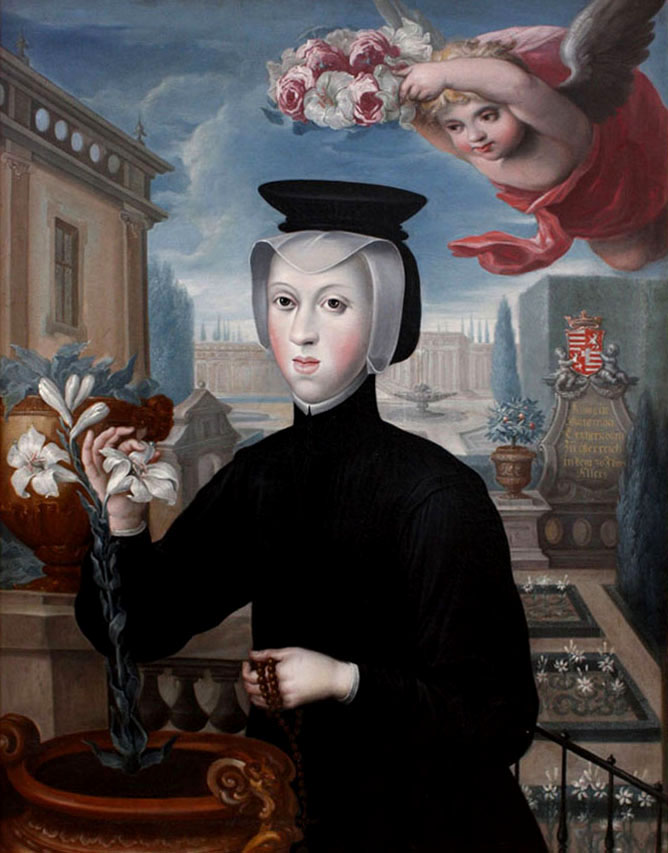
Margarethe von Österreich, postumes Porträt

Margarethe von Österreich (* 16. Februar 1536 in Innsbruck; † 12. März 1567 in Hall in Tirol) war Erzherzogin von Österreich und Mitbegründerin und Stiftsdame des Haller Damenstift.

## Leben
Margarethe war eine Tochter des späteren Kaisers Ferdinand I. (1503–1564) aus dessen Ehe mit Anna Jagiello (1503–1547), Tochter des Königs Vladislav II. von Böhmen und Ungarn. Margarethe wurde in relativ einfachen Verhältnissen katholisch erzogen.
Im Rahmen des Augsburger Reichstags 1550 verhandelten Ferdinand I. und sein Bruder Karl V. über die Nachfolgeregelung im Reich. Die Schwester der beiden, Maria von Ungarn, vermittelte bei den Verhandlungen und schlug eine Vermählung Margarethes mit dem Sohn Karls V., dem nachmaligen spanischen König Philipp II. vor. Dieser Plan wurde allerdings in den Nachfolgeverhandlungen verworfen.
Gemeinsam mit ihren Schwestern Magdalene und Helene gründete Margarethe das Haller Damenstift. Bereits kurz nach ihrem Eintritt ins Stift, noch vor Fertigstellung des Stiftsgebäudes und der Kirche, starb Margarethe und wurde 1572 in der Haller Jesuitenkirche bestattet. Als einer ihrer Sargträger fungierte Jakob von Boymont, der auch fünf Jahre später bei der Öffnung des Sarges und der Überführung des Leichnams anwesend war und über ihre sterblichen Überreste bemerkte: „ist sy […] dagelegen, als wan sy schlieff und gar khain ungestalt an ir gewest, des ain zaichen ires heilligen lebens sein hat miessen“. Jakob von Boymont gehörte zu den Betreibern der Heiligsprechungsbestrebungen um die Gründung des Stifts.